# Гударахи
Гударахи (груз. გუდარახი) — село в Грузії.
За даними перепису населення 2014 року в селі проживає 2 осіб.